# ランナウェイ/逃亡者
『ランナウェイ/逃亡者』（ランナウェイとうぼうしゃ、The Company You Keep）は、2012年のアメリカ合衆国の社会派サスペンス映画。ロバート・レッドフォード監督・製作・主演、ニール・ゴードンによる2003年の小説を基にレム・ドブスが脚本を執筆した。

## あらすじ
少し前にシングルファーザーになったジム・グラントは、かつてウェザーマンに所属し、1980年のミシガン銀行襲撃とその際の守衛殺害の容疑で指名手配されていた。彼はオールバニで弁護士として身を立てながら、FBIから30年以上に渡って逃げていた。元ウェザーマンだったシャロン・ソラーズが2011年10月3日に逮捕されると、野心に燃える若き新聞記者ベン・シェパードは功名を得る好機を感じ取る。編集担当のレイ・フラーは取材を許可する。ベンは、元恋人であるFBI捜査官のダイアナに情報を求める。彼女はベンにビリー・クジマーノという人物を探すよう言う。元ヒッピーのビリーは麻薬で逮捕歴があり、今は有機栽培品の事業を営んでいるが、シャロンの古い友人であり、ジムがかつて弁護を担当した。ビリーはジムがシャロンの弁護を断ったので失望し、取材に来たベンにこの事を伝える。
ベンはジムを追い、追及するが、ジムははぐらかす。FBIの捜査を恐れたジムは、旅行に行くと言って11歳の娘イザベルを連れ、追跡から逃れようと車で北へ向かう。ベンは、ミシガン銀行襲撃の共犯者ミミ・ルーリーが最後にカナダで目撃された事を知る。民間調査員の協力で、ベンはジムが1979年以前は社会保障番号が無い事に気付き、カリフォルニア州発行のジムの死亡証明書の複写を見つける。ベンは、ジムがミシガン銀行襲撃と守衛殺害で指名手配されていた元ウェザーマンのニック・スローンであるとの結論に達し、速報記事を書く。記事は大きな反響とFBIの捜査の進展を呼ぶ。
ジムとイザベルはニューヨークに着く。二人は観光に行き、高級ホテルに宿泊する。ジム、すなわちニックの追跡は全国規模のニュースとなっていた。イザベルが眠っている間に、ジムはホテルのロビーに部屋の鍵を隠し、彼の弟ダニエル・スローンがそれを回収した。ダイアナの上司であるコーネリアス特別捜査官が指揮するFBI捜査官達はダニエルを尾行しており、彼がホテルに入るのを確認していた。彼らは後一歩のところでジムを捕まえるところだったが、ジムは捜査官達の気をそらし、逃げ切る。シャロン・ソラーズはFBIに情報を提供する事を拒否するが、ベンと話す事に同意する。彼女は、ウェザーマンでの過激な行動は後悔していなかったが、ニックとミミがかつて愛し合っていた事を明かす。ベンは、ダニエルにも質問し、執拗に記事にしようとする。
ジムは、ミルウォーキーに行き、古くからの親友で、今は製材業を経営するドナルを探す。ドナルは、ジムにミミを探す事を諦めさせようとするが、政治組織「民主的社会を求める学生」(SDS)の元党員で、今は歴史学の教授であるジェド・ルイスへ接触する方法を教える。ジェドは、反戦運動を分裂させたウェザーマンの存在に憤っていた。ジェドは当初ジムを助ける事を拒否していたが、ジムに幼い娘がいる事を知ると、ミミへつながる自分の古い急進的な友人の人脈を使う。ミミは、カリフォルニアの辺鄙な海辺で、彼女の恋人マック・マクロードが運営する巨大な組織の一部としてヨットに積んだ麻薬をアメリカ国内へ運び込んでいた。ジェドを介して、ジムはマックにたどり着き、マックはジムにミミが島へ向けて去っていった事を知らせる。ジムには彼女の行き先が分かっていた。
ベンは、ジムの行動が真犯人としては筋が通らない事に気付き始めた。フラーに逆らって、ベンは事件その物を調べにミシガンへ行く。ベンは、事件を最初に捜査し、現在は引退しているヘンリー・オズボーン元刑事に会う。オズボーンは、養女のレベッカの前で話をする事を拒否し、ベンは、彼が何か大事な事を隠している事に気付く。ベンの調査の結果、オズボーンは銀行襲撃前から、ミミの家族と深い付き合いがあった事を知る。ベンは、リンダー・ルーリー社所有の土地がカナダ近くのミシガン州アッパー半島にある事を知る。オズボーンは、もし、ミミが、ジムが襲撃に参加していないと証言すれば、ジムの全ての容疑が晴れると言う。ベンは、オズボーンの娘レベッカを誘う。
ジムとミミは、リンダー・ルーリー社所有の土地にある人目に付かない小屋で出会う。彼女は今でもウェザーマンの目標への情熱を持ち、30年前の行動を謝罪するつもりもなかったが、ジムは、人生は変わったと言う。ジムは、自分の娘イザベルのために、ミミに自首して彼の無実を証言するよう頼む。彼は、イザベルを置いて去りたくはなく、30年前に自分達二人の娘を手放した失敗を繰り返したくなかったのだ。ミミは最近アナーバーで今では若く美しくなった二人の娘を見た事を明かした。ベンは、ジムが、自分の無実を証明できるミミを探している事、レベッカが二人の娘である事を確信する。彼は、レベッカに父と話すように言う。
翌朝(2011年10月12日)、ベンがジムのいる小屋に着いた頃、ミミはカナダへ向けてヨットを出した。ベンは、ジムに向かって、レベッカとオズボーンの関係を知っていると言う。ジムは、ベンが秘密を公表するかしないか決めなければならないと言う。ジムも小屋から逃げるが、コーネリアスは彼を捕まえる。それに先立ち、レベッカは、自分が養子になった経緯を知る。ミミはヨットを途中で引き返し、出頭する。翌日、ジムは釈放され、イザベルと再会する。ベンは、30年前のオズボーンの行動を公表せず、レベッカの身元も明かさない事を決め、映画は終わる。

## キャスト
※括弧内は日本語吹替
- ジム・グラント/ニック・スローン - ロバート・レッドフォード（石塚運昇）： 弁護士。
- ベン・シェパード - シャイア・ラブーフ（川島得愛）： 新聞記者。
- ミミ・ルーリー - ジュリー・クリスティ（高島雅羅）： 元過激派メンバー。
- シャロン・ソラーズ - スーザン・サランドン（唐沢潤）： 元過激派メンバー。
- イザベル・グラント - ジャッキー・エヴァンコ（山村響）： ジムの娘、11歳。
- ヘンリー・オズボーン - ブレンダン・グリーソン（魚建）： 元警察署長。
- レベッカ・オズボーン - ブリット・マーリング（竹内絢子）： ヘンリーの娘。
- ダイアナ - アナ・ケンドリック（ブリドカットセーラ恵美）： FBI捜査官、ベンの元恋人。
- コーネリアス - テレンス・ハワード（楠大典）： FBI捜査官、ダイアナの上司。
- ドナル・フィッツジェラルド - ニック・ノルティ（勝部演之）： 製材会社経営者、元過激派メンバー。
- ジェド・ルイス - リチャード・ジェンキンス（浦山迅）： 大学教授、元過激派メンバー。
- マック・マクロード - サム・エリオット（ふくまつ進紗）： ミミの恋人。
- ビリー・クジマーノ - スティーヴン・ルート： 有機野菜の製造・販売業。
- レイ・フラー - スタンリー・トゥッチ（ふくまつ進紗）： 地元紙編集長、ベンの上司。
- ダニエル・スローン - クリス・クーパー（谷昌樹）： ニック・スローンの弟。
- スーザン - キーガン・コナー・トレイシー： ジム・グラントの秘書。

## 製作
プロデュースはニコラス・シャルティエ（ヴォルテージ・ピクチャーズ）、ロバート・レッドフォード、ビル・ホールダーマンが行い、撮影は2011年にカナダのブリティッシュコロンビア州バンクーバーで行われた。映画音楽はクリフ・マルティネスが作曲し、編集はマーク・デイ、撮影はアドリアーノ・ゴールドマンが務めた。

## 公開
2012年8月30日に最初の予告編が公開された。
2012年9月6日に第69回ヴェネツィア国際映画祭のコンペティション部門でプレミア上映された。また9月9日には第37回トロント国際映画祭でも上映された。アメリカ合衆国での配給権はソニー・ピクチャーズ クラシックス、イギリスではスタジオカナルが獲得した。
2012年12月にイタリアで限定公開された。アメリカ合衆国では2013年4月5日にニューヨークとロサンゼルスで限定公開された後に、拡大公開された。北米では累計で504万1480ドルを売り上げている。